# Thripophaga
Thripophaga là một chi chim trong họ Furnariidae.